# Back to Zion
A Back to Zion egy 2003-as ska válogatáslemez a  Jamaica All Stars zenekartól.

## Számok
1. Intro (Johnny Moore)
2. May May (Skully Simms)
3. Banana (Skully Simms)
4. Back To Zion (Sparrow Martin)
5. Alipang (instrumentális)
6. Burning Torsh (instrumentális)
7. Occupation (instrumentális)
8. The Higher The Monkey Climb (Justin Hinds)
9. Simmer Down (Skully Simms)
10. Over The River (Justin Hinds)
11. Turn Your Lamp (Skully Simms)
12. Carry Go Bring Come (Justin Hinds)
13. Rock Steady (Skully Simms)
14. Natty Take Over (Justin Hinds)
15. Book Of History (Justin Hinds)
16. Rockfort Rock (instrumentális)